# Argus crétois
Kretania  psylorita
Espèce
Synonymes
- Lycaena psylorita Freyer, 1845
- Polyommatus psylorita (Freyer, 1845)
- Plebejus psylorita (Freyer, 1845)

L'Argus crétois (Kretania psylorita) est une espèce de lépidoptères de la famille des Lycaenidae et de la sous-famille des Polyommatinae, endémique de Crète.

## Systématique
L'espèce Kretania psylorita a été décrite par l'entomologiste allemand Christian Friedrich Freyer en 1845, sous le nom initial de Lycaena psylorita,. Elle est l'espèce type du genre Kretania Beuret, 1959. 

## Noms vernaculaires
- en français : l’Argus crétois
- en anglais : Cretan argus

## Description
L'imago de Kretania psylorita est un petit papillon au dessus brun sombre orné d'une série de taches submarginales orange et d'une frange blanche. La femelle est d'une teinte plus claire que le mâle.
Le revers des ailes a un fond beige, avec une série de points postdiscaux noirs, et des taches submarginales orange encadrées de tirets noirs submarginaux et marginaux. Tous ces dessins sont nettement plus ténus que chez les autres espèces du Kretania, ce qui donne au revers du papillon un aspect terne et effacé.

## Biologie

### Phénologie
Kretania psylorita vole en une génération en juin-juillet.

### Plantes-hôtes
Sa plante-hôte est un astragale (Astragalus),.

## Distribution et biotopes
L'espèce est endémique de Crète. On la trouve en montagne, au delà de 1 400 m d'altitude, dans des lieux rocheux et secs .